# یواس‌اس سومنر (دی‌دی-۳۳۳)
یواس‌اس سومنر (دی‌دی-۳۳۳) (به انگلیسی: USS Sumner (DD-333)) یک کشتی بود که طول آن ۹۵٫۸۱ متر (۳۱۴٫۳ فوت) بود. این کشتی در سال ۱۹۲۰ ساخته شد.